# (12378) 1994 PK1
(12378) 1994 PK1 là một tiểu hành tinh vành đai chính. Nó được phát hiện bởi Robert H. McNaught ở Đài thiên văn Siding Spring ở Coonabarabran, New South Wales, Australia, ngày 15 tháng 8 năm 1994.